# Kirchen (Sieg)
Kirchen (Sieg) è una città di 8 380 abitanti della Renania-Palatinato, in Germania.
Appartiene al circondario (Landkreis) di Altenkirchen (Westerwald) (targa AK) ed è parte della comunità amministrativa (Verbandsgemeinde) di Kirchen (Sieg).